# Operatie Verantwoordelijkheid
Op 25 juli 1993 begon Israël met een week-lang durend offensief tegen Hezbollah in Libanon. Dit offensief stond bekend als Operatie Verantwoordelijkheid in Israël en als de Zevendaagse oorlog in Libanon. Israël had drie doelen met het offensief: een directe aanval op Hezbollah, het moeilijk maken voor Hezbollah om Zuid-Libanon te gebruiken als aanvalsbasis op Israël en het verdrijven van de lokale bevolking teneinde hen op te zetten tegen de Hezbollah. Zowel Palestijnse als Libanese burgers werden door deze actie bewust ontheemd.

## Achtergrond conflict
Tijdens de Libanese burgeroorlog ontstond Hezbollah als een militante organisatie tegen de Israëlische interventie. Alhoewel Hezbollah steun kreeg van Iran en later van Syrië, ging men er in Israël van uit dat zij ook steun kregen van Libanon.
Een onderdeel van het Vredesakkoord van Taif was een aanpassing van de Libanese grondwet om een einde te maken aan de burgeroorlog en om militanten te ontwapenen. Hierna werd er door de Israëli's gespeculeerd of Hezbollahs voortbestaan een voorbeeld was van de zwakte van de Libanese regering, een gedoogbeleid tegenover Hezbollah of dat Hezbollah stiekem door de Libanese regering steun kreeg. Hezbollah begon met een politieke campagne om de bevolking voor zich te winnen. Dankzij deze pr-campagne werd de militaire tak van Hezbollah (het "Islamitische verzet") door de Libanese regering geclassificeerd als een verzetsbeweging, en dus niet als een militie. Dankzij deze regeling hoefde Hezbollah zich niet te ontwapenen.
Het Vredesakkoord van Taif stond op Israëlische terugtrekking uit Zuid-Libanon conform VN resolutie 425, maar liet ook "alle middelen" tot verzet tegen Israël toe, inclusief militair "verzet". Hezbollah gaf aan door te gaan als verzetsbeweging tegen de Israëlische aanwezigheid in Zuid-Libanon, aangezien zij hierdoor gesteund werden door het Vredesakkoord van Taif. Alhoewel het Vredesakkoord van Taif een einde moest maken aan de burgeroorlog, beweerde de leider van Hezbollah, Hassan Nasrallah, dat Hezbollah nooit deel was van die burgeroorlog en alleen bestond om buitenlandse troepen in Libanon te bevechten.

## Casus belli
Eind juni 1993 schoot Hezbollah raketten af op een Israëlisch dorp en de maand daarop vielen bij aanslagen door Hezbollah en het Volksfront voor de bevrijding van Palestina-Algemeen Commando in Zuid-Libanon vijf doden. Deze acties worden beschouwd als de casus belli voor Operatie Verantwoordelijkheid.

## Deelnemende strijdkrachten
Het Israëlische defensieleger zette artillerie, oorlogsschepen en bommenwerpers in. Hezbollah gebruikte zowel raketten als mortieren. Het Zuid-Libanese Leger, dat een bondgenoot was van Israël, waarschuwde via zijn radiostation de burgers in bepaalde dorpen voor het aankomende conflict. Dit geschiedde niet om humanitaire redenen maar om grotere aantallen vluchtelingen te creëren.

## Schendingen van het oorlogsrecht
Volgens Human Rights Watch en andere mensenrechten organisaties hebben beide kanten het oorlogsrecht geschonden.
Tijdens het offensief bombardeerde Israël duizenden huizen en gebouwen waardoor 300.000 burgers op de vlucht sloegen naar Beiroet en andere regio's van Libanon. Israël viel ook de Libanese infrastructuur en burgerdoelen aan, zoals elektriteitscentrales en bruggen.
Hezbollah viel Israëlische burgerdoelen aan, hierdoor vielen weinig burgerslachtoffers. Zij werden er ook van beschuldigd van wapens verstoppen in huizen. Voor Israel was dit een argument om willekeurig huizen en bedrijven te vernietigen.
Uiteindelijk verklaarde Israël dat zij Hezbollah aanvielen om Hezbollah te dwingen om te stoppen met aanvallen op Israëlische burgerdoelen, terwijl Hezbollah het tegenovergestelde beweerde alsmede dat zij Zuid-Libanon wilden bevrijden.

## Resultaat
Na bemiddeling door de Verenigde Staten ontstond er een ongeschreven wapenstilstand Global Security, een Amerikaanse organisatie die publiceert over veiligheid en oorlog, schreef: "Er er is een mondelinge overeenkomst bereikt waarbij Israël belooft geen burgerdoelen in Libanon aan te vallen en Hezbollah belooft geen raketten meer zal afschieten op noord Israël" Deze wapenstilstand werd desondanks niet helemaal nageleefd. In april 1996 begon het volgende grote conflict, namelijk Operatie Druiven der Gramschap.
Naast 188 Libanese burgerslachtoffers vielen er ook een onduidelijk aantal slachtoffers onder Hezbollah. Volgens de Libanese minister president Rafik Hariri sneuvelden acht Hezbollah-strijders, volgens zijn Israëlische tegenhanger Yitzhak Rabin waren het er meer dan vijftig. Twee Israëlische burgers kwamen om bij een terreuraanslag door Hezbollah met raketten. Eén Israëlische soldaat werd gedood en drie raakten gewond.
In mei 2000 trok Israël zich terug uit Zuid-Libanon conform met de VN-resolutie 425, 22 jaar nadat de resolutie werd aangenomen.